# Prothetik

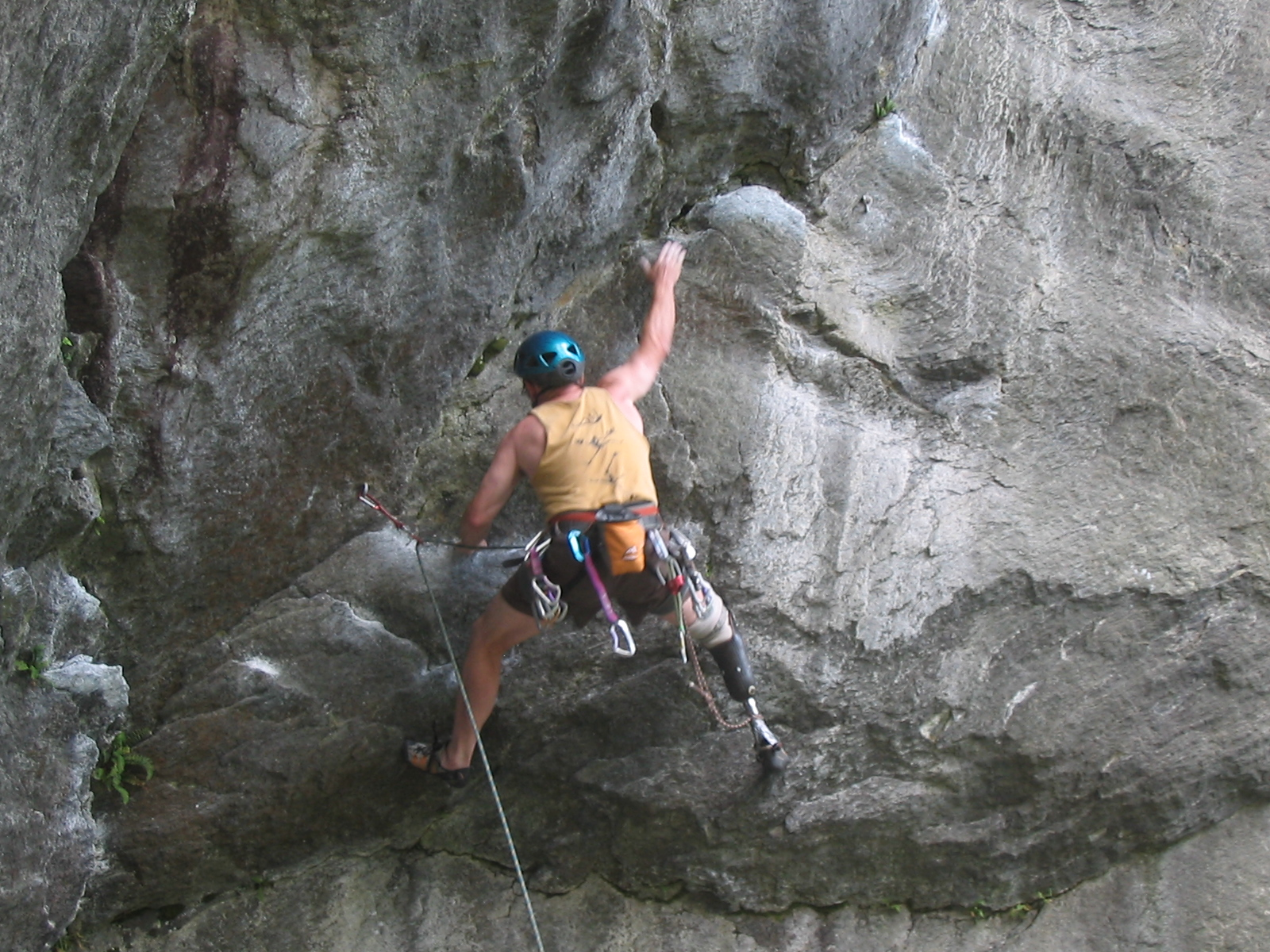
Bergsteiger mit Beinprothese

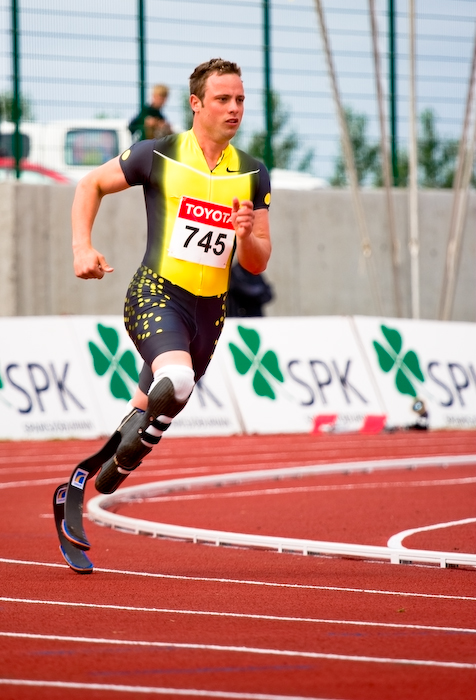
Oscar Pistorius mit Fußprothesen aus kohlenstofffaserverstärktem Kunststoff

Die Prothetik ist die Wissenschaft bzw. der Berufszweig, der sich mit der Entwicklung bzw. Herstellung von Prothesen, also künstlichem Ersatz für verlorene Organe oder Körperteile, wie eines Armes oder Beines, befasst. Damit stellt sie die medizinische Anwendung von Mechanik, aber auch Elektronik und anderer Fachbereiche dar. Die Prothetik ist zu unterscheiden von der Orthetik, die Körperteile nicht ersetzt, sondern korrigiert, stützt oder entlastet.
Die Prothetik gliedert sich in Teilbereiche wie z. B. die Sportprothetik, die speziell für behinderte Sportler künstliche Gliedmaßen entwickelt. Gelegentlich werden Brillen, Kontaktlinsen, Kunstlinsen oder entsprechende Chips als Akkommodationsprothesen bezeichnet.

## Zahnärztliche Prothetik
Die Zahnärztliche Prothetik ist bereits für das 2. Jahrtausend v. Chr. nachweisbar. Die ältesten gefundenen Prothesen stammen von Mumien aus Ägypten und Phönizien. Frühe Zahnprothesen wurden meist aus Elfenbein, Holz oder Knochen hergestellt; sie dienten der Verbesserung der Ästhetik und der Sprechfunktion – die Kaufunktion konnte damit kaum verbessert werden. Seit dem Ende des 18. Jahrhunderts gab es Porzellanzähne, und mit der Verwendung von Kautschuk im 19. Jahrhundert war es erstmals möglich, bezahlbare, gut angepasste und die Kaufunktion verbessernde Prothesen herzustellen. Moderner Zahnersatz wird aus Kunststoff und Keramik gefertigt.
Die zahnärztliche Prothetik ist ein medizinisches Fachgebiet, das sich schwerpunktmäßig mit der oralen Rehabilitation bei fehlenden Zähnen und bei umfangreichem Verlust von Kiefer- und Gesichtsteilen (Überschneidung mit Epithetik) befasst. Sie umfasst alle damit zusammenhängenden biologischen, funktionellen, psychosozialen, materialkundlichen und technologischen Aspekte. Die Prothetik schließt dabei – in enger interdisziplinärer Kooperation mit anderen medizinischen und zahnmedizinischen Fachbereichen – eine langfristige  Betreuung ein. Neben dem Erhalt oraler Strukturen und der Verbesserung der Lebensqualität ist dabei auch der Nutzen für den Gesamtorganismus zu beachten.

## Berufsfelder
Gefertigt werden Prothesen von Orthopädietechnik-Mechanikern oder Zahntechnikern nach ärztlicher Vorgabe.